# Fonfría (kommunhuvudort)
Fonfría är en kommunhuvudort i Spanien.   Den ligger i provinsen Provincia de Zamora och regionen Kastilien och Leon, i den nordvästra delen av landet, 240 km nordväst om huvudstaden Madrid. Fonfría ligger 805 meter över havet och antalet invånare är 1 029.
Terrängen runt Fonfría är huvudsakligen platt, men åt sydväst är den kuperad. Runt Fonfría är det glesbefolkat, med 9 invånare per kvadratkilometer. Närmaste större samhälle är Alcanizes, 18,5 km väster om Fonfría. Trakten runt Fonfría består i huvudsak av gräsmarker.